# Parket
Parket (od njem. Parkett iz franc. parquet) ↓1 je gazni sloj podne obloge izrađen od drvnih elemenata - parketnih dasaka koje se lijepe ili zabijaju na nosivu podnu konstrukciju. Kao građevinski materijal koristi se u stanogradnji za isticanje estetskih svojstava drveta.
Široku uporabu u građevini zahvaljuje svojim tehničkim odlikama: ima dobru mehaničku stabilnost i tvrdoću, toplinska, zvučna i elektroizolacijska svojstva, dobra higijenska svojstva te mogućnost obnavljanja i recikliranja, zbog čega se, osim u stanogradnji, često koristi i kao gazna površina u športskim dvoranama.

## Vrste parketa
Po obliku parketne se daske dijele na:
- masivne daščice ili tzv. klasični parket, debljine 14 do 22 mm, međusobno spojene utorom i perom;
- lamel-parket (daščice do 160 mm duljine složene u polja i ploče);
- lam-daščice (slobodne daščice za lijepljenje na podlogu) i
- daske brodskog poda.

## Obrada
Parket se nakon polaganja brusi i površinski obrađuje, najčešće lakovima. Slaganjem parketa u različite obrasce (tzv. riblju kost, polja i plohe) postiže se bolja dimenzijska stabilnost poda i odgovarajući estetski dojam. 
Usporednim slaganjem polaže se brodski pod, koji se izrađuje od masivnoga drva ili uslojenih parketnih dasaka koje mogu biti prethodno lakirane (tzv. gotovi parket).
Parket se najčešće izrađuje od hrastovine, bukovine i jasenovine.